# Kappa Virginis
Kappa Virginis ( κ Virginis, förkortat Kappa Vir,  κ Vir) som är stjärnans Bayerbeteckning, är en ensam stjärna belägen i sydöstra delen av stjärnbilden Jungfrun. Den har en skenbar magnitud på +4,18 och är synlig för blotta ögat. Baserat på parallaxmätning inom Hipparcosuppdraget på ca 13 mas, beräknas den befinna sig på ett avstånd av 255 ljusår (78 parsek) från solen.

## Egenskaper
Kappa Virginis är en orange till röd jättestjärna av typ K och av spektralklass K2/3 III. Stjärnan har en massa som är 1,5 gånger större än solens och har utvecklats till en radie som är 25 gånger solens radie. Den utsänder från sin yttre atmosfär 229 gånger mer energi än solen vid en effektiv temperatur på 4 235 K.